# Lothar Hinrichs
Lothar Hinrichs (* 9. Februar 1947) ist ein ehemaliger deutscher Fußballspieler.

## Leben
Als Jugendlicher war Hinrichs Spieler des TSV Kücknitz, im Alter von 15 Jahren schloss er sich Phönix Lübeck an und blieb dort bis 1974. 1965 gewann Hinrichs mit Phönix den Norddeutschen Meistertitel bei den Junioren. Mit der Herrenmannschaft der Hanseaten gelang dem Mittelfeldmann 1967 unter der Leitung von Trainer Reinhold Ertel der Aufstieg in die Regionalliga, zu seinen dortigen Mannschaftskameraden gehörte auch Peter Nogly.
In der Sommerpause 1974 wechselte Hinrichs zum HSV Barmbek-Uhlenhorst und damit in die neugegründete 2. Fußball-Bundesliga. Dort arbeitete er erneut mit Trainer Ertel zusammen. Hinrichs wurde bei den Hamburgern als Vorstopper eingesetzt. Er bestritt 34 Zweitligaspiele für Barmbek-Uhlenhorst, stieg mit der Mannschaft aber aus der zweithöchsten deutschen Spielklasse ab und wechselte 1975 zum VfB Lübeck in die Oberliga. Für den VfB spielte er bis 1977.